# 西雅图时报
《西雅图时报》是发行于美国华盛顿州西雅图市的报纸，该报是华盛顿州发行量最大的日报。自1985年到2009年，《西雅图时报》与该市的另一大主要报纸，赫斯特国际集团旗下的《西雅图邮讯报》（Seattle Post-Intelligencer）签订了“联合运作协议”（Joint Operating Agreement），由《时报》负责运营两报的广告、制作、市场营销和发行事宜。 但是新闻和编辑部仍然相互独立。2009年3月17日，随着《西雅图邮讯报》的停刊，该协议终止，而《西雅图时报》也就成为西雅图市唯一的日报。

## 历史
《西雅图时报》最初称为《西雅图印刷时报》（Seattle Press-Times），是一张于1891年创办的四版小报，日发行量为3,500份。1896年，来自缅因州教师兼检察官艾登·J·贝尔森（Alden J. Blethen）买下该报，并将其更名为《西雅图每日时报》（Seattle Daily Times）。半年之内，该报发行量翻了一番。1915年，发行量达到7万份。2009年4月，该报的平日发行量为289,000份。
《西雅图时报》是美国主要城市当中为数不多的几个仍然由当地家族（贝尔森家族）独立拥有并经营的报纸。拥有并经营时报的西雅图时报公司（The Seattle Times Company）还拥有华盛顿州的另外三家报纸。麦克莱奇报业集团（The McClatchy Company）持有西雅图时报公司49.5%的普通股，这部分股权曾由莱德骑士报业（Knight Ridder）持有。 
《西雅图时报》的报道曾荣获十次普利策奖。 该报特别因其调查采访赢得了国际声誉。

## 联合运作协议（The Joint Operating Agreement）
《时报》于2003年就曾表示希望取消该协议，并引用了其中如果连续3年出现亏损，就可以退出协议的条款。赫斯特国际集团提起诉讼，认为条款中有“关于不可抗力的条款”，这使得《时报》以亏损作为借口退出协议无效（当时出现了长达7周的报纸业罢工）。尽管区法官在判决支持赫斯特国际集团的说法，但《时报》通过上诉推翻了该判决，而且在2005年6月30日，华盛顿州最高法院也认定赫斯特国际集团败诉。 赫斯特国际集团又称《西雅图时报》捏造了2002年的亏损数据。但两大报纸最终于2007年4月16日达成了和解。

## 发行及纸宽
《西雅图时报》在2000年3月6日之前的104年间，都是晚报。 但由于大量晚报的倒闭，该报决定改为早报。 这就使得《时报》与其合作伙伴《西雅图邮讯报》开始了正面交锋。
几十年来，《西雅图时报》采用的宽版印刷纸都是13½英寸（合34.3厘米）。但随着行业标准的变化，2005年，该报将纸宽减少了1英寸，改为12½英寸（合31.8厘米）。到了2009年2月，更进一步减少到11½ 英尺（合29.2厘米）。